# アドレナリン反転
アドレナリン反転（あどれなりんはんてん、英:adrenaline reversal）は、α1受容体拮抗薬投与後にアドレナリンを静脈内注射するとアドレナリンの血圧上昇作用が血圧下降作用に反転する現象。
血管壁に存在するα1受容体及びβ2受容体と呼ばれるG蛋白質共役受容体はともにアドレナリンに対する受容体として機能することが知られている。α1受容体にアドレナリンが結合すると血圧上昇作用を示すが、一方β2受容体へのリガンドの結合により血圧下降作用を示す。通常ではα1受容体を介した作用が優位のためアドレナリンの投与により血圧上昇を示す。しかし、α1受容体拮抗薬の存在下ではβ2受容体を介した作用が優位となり血圧下降作用を生じる可能性がある。抗精神病薬の中にはα1遮断作用を持つ薬物もあり、このような薬物を服用した状態でアドレナリンを静脈投与することにより血圧降下を誘導する可能性がある。
なおアドレナリンと同じく内因性カテコールアミンであるノルアドレナリンはβ2受容体を介した血圧下降作用が弱いため、α1受容体拮抗薬により血圧上昇作用の抑制は起こるが血圧反転は起こらない。そのため過去の精神病院では緊急時の蘇生としてアドレナリンの代わりにノルアドレナリンを用意している病院もあったが、ノルアドレナリンは蘇生における効果は根拠に乏しい。
1906年Daleによって、麦角アルカロイドを予め投与したネコにアドレナリンを投与すると血圧下降作用が生じることから発見された。

## 救急対応において
アドレナリンはアナフィラキシーや蘇生において、他に代替薬のない極めて重要な薬剤である。アナフィラキシーではアドレナリンが第一選択薬であるとガイドラインに記載されている。しかし、アドレナリンの添付文書にはアドレナリン反転を理由にα1受容体遮断作用を持つ抗精神病薬が併用禁忌とされている。そのため抗精神病薬を内服している患者がアナフィラキシーを発症して生命の危機にある場合、併用禁忌であるアドレナリンを使用すると法的問題が発生する可能性がある。しかし、アドレナリン反転は上記のように動物実験で発見された現象であり、抗精神病薬の至適投与量が臨床的にアドレナリン反転を起こすことの根拠は乏しい。
アナフィラキシーに対して緊急時にアドレナリンを自己注射するための「エピペン」では、添付文書において抗精神病薬との併用禁忌が削除されている。